# Groupon
Groupon（由「Group + coupon」衍生出的一個新詞）為全球最大的團購網站，為每天都有超殺折扣的低價優惠購物平台並每日提供不同的優惠券供客戶集體選購。Groupon於2008年創立第一家公司於美國芝加哥，爾後迅速擴點至波士頓、紐約和多倫多。

## 歷史
最初是因為創始人安德魯·梅森在2006年試圖取消手機合約的情況，因而誕生成立Groupon的想法。梅森認為必須利用一些方法來加強大量消費者的集體談判能力。
2007年，梅森推出了「The Point」，這是一個基於“tipping point”原則的網絡平台，利用社交媒體將人們聚集在一起，以實現目標。 後來，公司另一位創始人埃里克·萊夫科夫斯基（Eric Lefkofsky）希望公司能夠專注於團購上。 
2008年11月，Groupon於美國芝加哥成立第一家公司。
2013年2月，Groupon因業績不佳，創始人安德魯·梅森遭到開除執行長職務，董事長埃里克·萊夫科夫斯基暫時接管公司營運。

## 國際發展

### 香港/新加坡
2010年12月，Groupon收購香港團購網uBuyiBuy。
2012年7月在新加坡開設全球首間Concept Store後，Groupon再次涉足實體市場，11月16日在香港金朝陽中心3樓開設Groupon Concept Store。
2017年2月，Groupon以521萬港元向香港電視網絡出售旗下香港業務。

### 台灣
- 2010年12月，Groupon買下地圖日記及其旗下百萬網友團購網（atlaspost.com/buy），正式成立Groupon台灣分站。2012年，Groupon Taiwan正式公佈中文網名：台灣酷朋。台灣酷朋每天都提供不同的精選團購優惠，像是餐廳、SPA美容、宅配商品、旅遊、展覽，在不同城市提供超值低價選擇。
- 自2015年9月22日起，酷朋已停止在台灣地區之營業。自2016年9月23日起，酷朋已不再委託華泰商業銀行股份有限公司擔任酷朋所發行兌換憑證之信託保管銀行。華泰商業銀行股份有限公司依法毋須向消費者負擔任何責任義務。

### 中國大陸
2012年11月13日，Groupon對網羅天下的投資總額為1.281億美元，占股僅19%﹔Groupon持有高朋網的49.8%股份以及2500萬美元現金出資，以普通股和Series E優先股的形式獲得了網羅天下19%的股份。2012年12月7日由F团和高朋合资成立的網羅天下公司（GroupNet）将统一公司的品牌名为高朋网，放棄F團和QQ團購品牌。新公司股权比例为：腾讯占到30%，Groupon占到超过10%，联想投资占到将近10%，剩余40%左右股份为管理层持有。

## 外部連結
- （英文） Groupon（页面存档备份，存于）
- （繁體中文） Groupon香港（页面存档备份，存于）
- （英文） Groupon馬來西亞（页面存档备份，存于）
- （英文） indirim kuponu（页面存档备份，存于）
- （英文） onwin（页面存档备份，存于）